# Fishamble Street

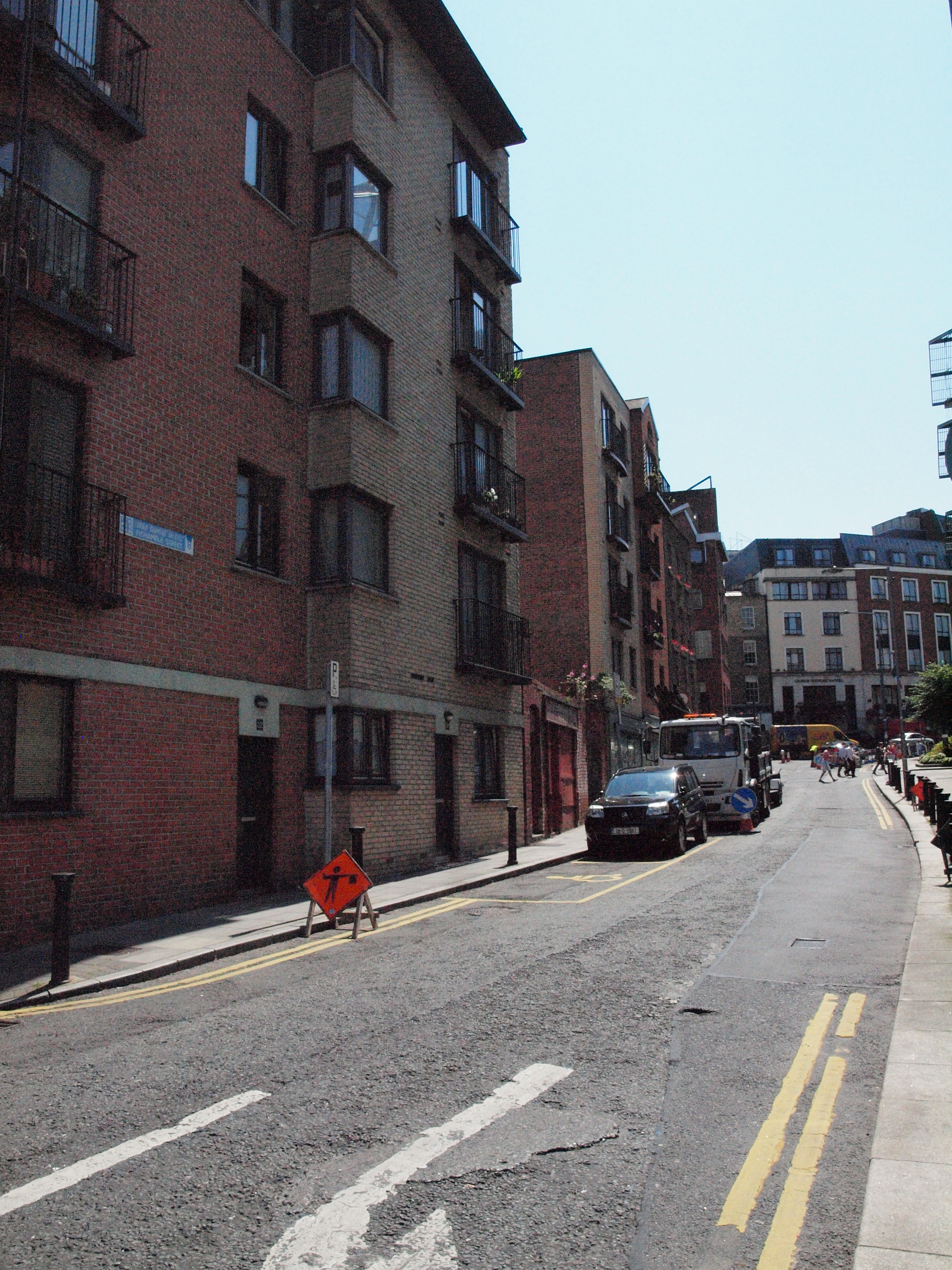
Fishamble Street

Fishamble Street (iriska: Sráid Sheamlas an Éisc) är en gata innanför den gamla stadsmuren i Dublin, Irland. Den omnämns på 1300-talet som Vicus Piscariorum och Fish Street ("Fiskgatan"). År 1577, kallade Stanihurst den St John's Street. År 1610 finns den omnämnd som Fish Shambles i några versioner av Speeds karta.
På New Musick Hall på Fishamble Street uruppfördes Händels Messias den 13 april 1742 inför omkring 700 åhörare. 